# Pilotrichum schmidii
Pilotrichum schmidii là một loài rêu trong họ Pilotrichaceae. Loài này được (Müll. Hal.) Müll. Hal. mô tả khoa học đầu tiên năm 1869.